# FCヴァッカー・インスブルック (女子)
本項では、FCヴァッカー・インスブルック （FC Wacker Innsbruck）の女子サッカー部門について説明する。1979年に設立され、オーストリア・女子ブンデスリーガ1部・オーストリア・レディースカップ共に優勝経験のある同部門は、オーストリア・ブンデスリーガ（男子）のプロクラブが運営する初の女子部門として先駆的役割を果たした。

## 歴史
1979年に同クラブの女子サッカー部門が設立された。オーストリア・ブンデスリーガに所属しているプロクラブの中では最も長い歴史を誇る女子サッカー部門である（オーストリアでは男子とは別にUSCランドハウス・ウィーンやSVノイレングバッハ等の女子サッカーの強豪クラブがあり、男子のプロサッカークラブが女子チームを運営することは長い間行われていなかった）。
1985年にはオーストリア・レディースカップで優勝を果たすなど好結果を残していたが、財政敵な理由から1989年に入ってから活動が一時休止。女子部門は同じくインスブルックを拠点とし、提携関係を結んでいたインスブルッカーAC (Innsbrucker AC)が事実上引き継ぐ形で運営された。
2004年にオーストリアサッカー協会が「全てのオーストリア・ブンデスリーガ（男子）のクラブは女子サッカー部門をも運営するべし」という方針を打ち出すと、元々FCヴァッカー・インスブルックのサポーターの間で「女子サッカー部門の復活を」と願う声が多かったことから、同クラブとしても女子サッカー部門の復活に取り組むようになる。
2006年6月、女子部門はインスブルッカーAC からFCヴァッカー・インスブルックに移行された。インスブルッカーACの女子チームはオーストリア・女子ブンデスリーガで好結果を残し、UEFA女子チャンピオンズリーグにも出場。その他多くのオーストリア代表選手を輩出し、イタリアのセリエAなどからも選手が移籍してくるオーストリアを代表する強豪チームに育っていた。しかし、オーストリア・女子ブンデスリーガの所属ライセンスをクラブ同士で譲ることがオーストリアサッカー協会に認められなかったため、2006-2007年シーズンに復活したFCヴァッカー・インスブルックの女子トップチームは、女子のオーストリア2部リーグからの再出発を余儀なくされた。
しかしインスブルッカーAC時代から同チームに所属していたオーストリア代表選手を始め多くの選手が残留したほか、FIFA U19ワールドカップ大会優勝経験のある元U19ドイツ代表選手などがFCヴァッカー・インスブルックに新たに移籍してきたため、初年度で2部リーグでの優勝を果たし、2007-08年のシーズンから再びオーストリア・女子ブンデスリーガに復帰した。以降、当初はリーグ準優勝3回、3位2回とコンスタントに好結果を残していたが、徐々に財政的にも強力な競合クラブの台頭を許すようになり、2014年頃から低迷するようになる。2016－17年シーズンにはオーストリア・女子ブンデスリーガ1部のトップチームとオーストリア・女子ブンデスリーガ2部のセカンドチームが共に最下位の結果でシーズンを終え、2017年6月にダブル降格となった。
2017年7月、FCレッドブル・ザルツブルクや浦和レッズ等に在籍したモラス雅輝が同部門のトップチーム及びセカンドチームのスポーツディレクター兼監督に就任したことが発表された 。
2018年6月、トップチーム（2部）とセカンドチーム（3部）はそれぞれの所属リーグで優勝し、オーストリア・女子ブンデスリーガ1部及び2部リーグへのダブル昇格を果たした
。

## クラブ内の立ち位置
オーストリア・プロサッカークラブの中でもクラブ内で最も女子サッカーのステータスが高いクラブとして女子サッカー業界で高い評価を得ており、ホームページなどでも女子のトップチーム及びセカンドチームは男子のトップチーム及びセカンドチームと同等の扱いを受けている。
また、「女子サッカー部門はクラブのフィロソフィーの一環として存在しているので、万が一クラブが財政的な問題に陥っても女子サッカーチームを放棄することはあり得ない」と公言しており、クラブの定款でも女子サッカー部門の活動について表記されている。
女子サッカー部門を運営するオーストリア・ブンデスリーガ（男子）のクラブとして先駆的役割を果たしており、同クラブの活動に鼓舞される形でSKシュトゥルム・グラーツやFKアウストリア・ウィーン（USCランドハウス・ウィーンとの事業提携）等が女子サッカー部門の運営を始めている。

## 所属メンバー

### スタッフ
2018年2月1日現在
| Name                  | Funktion                     |
| --------------------- | ---------------------------- |
| モラス雅輝            | スポーツディレクター 兼 監督 |
| Mario Bachlechner     | コーチ                       |
| Branko Stojanovic     | コーチ                       |
| Philipp Magerl        | GKコーチ                     |
| Andreas Tezzele       | GKコーチ                     |
| Antonio Pérez del Río | フィジカルコーチ             |
| Christian Hummer      | メンタルコーチ               |
| Alexander Müller      | 理学療法士                   |
| Roland Hörtnagl       | 理学療法士                   |
| Christiane Steinle    | 理学療法士                   |
| Ajssel Achmedowa      | キットマネージャー           |
| Bernhard Flatscher    | チームマネージャー           |

### 全所属選手
2018年2月1日現在

## タイトル
- オーストリア・女子ブンデスリーガ1部 優勝 : 1回（2002）
- オーストリア・女子ブンデスリーガ1部 準優勝 : 4回（2003, 2008, 2009, 2010）
- オーストリア・女子ブンデスリーガ2部 優勝 : 4回（1995, 1997, 2007, 2018）
- オーストリア・女子3部リーグ 優勝 : 1回（2018）
- オーストリア・レディースカップ 優勝 : 2回（1985, 1994）
- オーストリア・レディースカップ 準優勝 : 4回（1996, 2005, 2009, 2012）
- オーストリア・女子スーパーカップ 準優勝 : 1回（2002）
- UEFA女子チャンピオンズリーグ 出場：2002-03年シーズン

## 歴代所属選手
- ダニエラ・イラシュコ＝シュトルツ 2006-2017
- カタリーナ・シーヒトル 2007-2013
- メラニー・フィッシャー 2007-2017
- ニコル・ビッラ 2010-2013
- 泊志穂 2018.1-2019.6
- 藤澤真凛 2018.1-2019.6
- 川﨑咲耶 2019.7-2020.1
- 黒﨑優香 2021.1-2021.6
- 伊藤彩羅 2022.1-2022.6

## セカンドチーム
2017-18年シーズン、セカンドチームはオーストリア3部での優勝及び2部リーグへの昇格を果たした。